# ソシエダーデ・エドカショナル・ブラジリアン・スクール
ソシエダーデ・エドカショナル・ブラジリアン・スクール（Sociedade Educacional Brazilian school）は、岐阜県にある在日ブラジル人向けの学校。学校法人（各種学校）取得には至っていない無認可校である

## 沿革
- 創設者：平島秀保
- 1998年　美濃加茂市太田町に開設、小学部・中学部でスタート
- 2000年　高校部を併設
- 2010年　現在地に校舎を移転
- ２０１０年代前半閉校

## バス
通学バス2台所有

## 特徴
- 美濃加茂市や可児市の内外から児童・生徒が通学している。
- 一人当たりの1ヶ月の授業料の高さ（数万円）などで学校に通えない不就学の子どもが美濃加茂市内外に少なからずいる。

## 地元の協力
現在、地元の好意により、この学校の児童・生徒が地元にある体育施設を使用している（現校舎には体育施設がないため）。

## 参考資料
- 広報みのかも 2003年10月1日号
- 美濃加茂市議会会議録

## 出身者
先生
- パトリシア矢野
- 清水宗元